# تاتوس بوم مونود
تاتوس بوم بونود [ˈtatʊs pɨ̞m mɨːnɨ̞d] (بالإنجليزية: Five-minutes potatoes) هو يخنة ويلزية تقليدية، مصنوعة من لحم الخنزير المقدد المدخن والمرق والبطاطس والخضروات الأخرى.
تقطع جميع المكونات الرئيسية إلى شرائح، بحيث تكون مسطحة. لهذا السبب يُطهى عادةً في مقلاة كبيرة أعلى الموقد، ويُقدم على طبق (على عكس وعاء). الخضار المستخدمة عادة هي البطاطس والبصل والجزر (شرائح بالطول) والبازيلاء. على الرغم من أنه يصنع عادة من لحم الخنزير المقدد المدخن، إلا أنه يتم استبدال اللحم البقري المفروم أحيانًا.
عادة ما يكون الطبق مصحوبًا بخبز مقرمش وزبدة. ربما يكون من الغريب، بالنسبة للطبق الويلزي، أنه يتم تقديمه بشكل متكرر أيضًا مع صلصة ورسيستيرشاير.
طبق مشابه، يُدعى تاتوس بوبتي أو تاتوس بوبدو، يُصنع باستخدام خضروات مكتنزة، ويُطهى في فرن، يُطلق عليه اسم شمال ويلز لكلمة «فرن».